# Havendienst 20 (schip, 1939)
De Havendienst 20 is in 1939 als sleepboot voor een particulier op stapel gezet aan de Roode Vaart bij de werf Gebroeders Paans in Moerdijk. De mondelinge overlevering leert dat men op de werf kans heeft gezien de boot gedurende de Tweede Wereldoorlog nooit af te bouwen. Daarmee werd voorkomen dat de boot in verkeerde handen viel of tijdens het varen werd blootgesteld aan luchtaanvallen.
Na de oorlog had de beoogde eigenaar onvoldoende middelen om de boot van de werf te kunnen afnemen. Door bemiddeling van scheepsmakelaar Van Veen werd in 1950 het Havenbedrijf der Gemeente Rotterdam de nieuwe eigenaar. Die zocht schepen voor de Havendienst. De boot kreeg de naam Havendienst II.
In 1955 is het schip verbouwd tot brandblus-boot en in 1963 is het schip geschikt gemaakt als ijsbreker. De boot voer in dagdienst tot 1963. Daarna werd ze aangepast voor het varen in de continudienst en kwam weer in de vaart voor de gehele rechter Maasoever. Dat heeft geduurd tot 1990. Dat jaar is het schip overgedragen aan het Havenmuseum in Rotterdam. Het schip is opgenomen in het register voor mobiel erfgoed.

## De motoren
Oorspronkelijk was de boot voorzien van een 3-cilinder Brons 2-takt dieselmotor van 150pk. Vanaf 1972 een Mercedes-Benz 6 cilinder 4-takt, type MB 846 A, fabrieksnr. 846-918-004387 van 280pk, met een hulpmotor Petter PH 2. Waarna in 1986 een gebruikte Caterpillar dieselmotor, type 3406B DI-T, fabrieksnr. 4TB847, van 330 pk werd geplaatst. Deze motor bleek een gescheurd carter te hebben. Een identieke motor werd gesponsord door de importeur. In verband met de relatief lichte constructie van de boot en de koppeling werd deze afgesteld op 240 pk.

## De nummering
Aanvankelijk gebeurde de nummering met Romeinse cijfers, pas later Arabische. Vanwege het groeien van het transport in de Rotterdamse haven werden voor het toezicht en de begeleiding nieuwe, grotere en sterkere schepen besteld. De boot werd toegevoegd aan de reservevloot. Omdat de actieve boten vanaf 1 werden genummerd vernummerde de boot van Havendienst 2 naar Havendienst 10. Weer veel later kwamen er meer boten in de vaart en kregen de reserveboten vanaf 1982 de nummers 20 en hoger.

## De gegevens
- Lengte: 18,30 m
- Breedte: 4,77 m
- Diepgang: 1,90 m

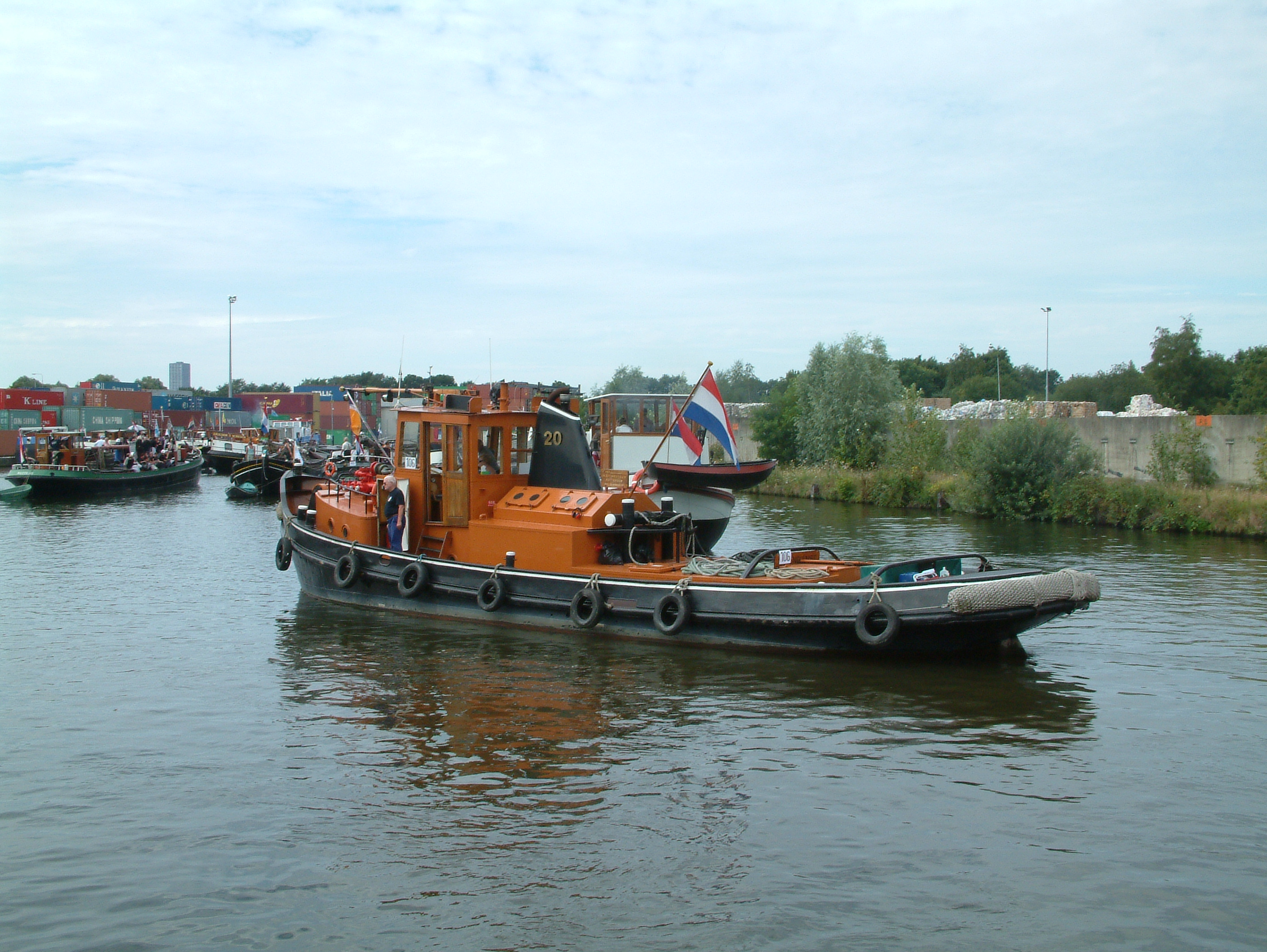
De Havendienst 20 in 2009 op dienstreis in de Lovense haven te Tilburg

- Officieel scheepsnummer, ook wel Europanummer genoemd: 3900003
- ENI nummer 03900003
- Bunkercapaciteit: 4000 liter gasolie

1. ↑  http://www.mobielecollectienederland.nl/nrme/object.php?tabel=nrme_standaard&id=56&pt=Motorsleepboot%20%27Havendienst%2020%27